# Osanna (gruppo musicale)
Gli Osanna sono un gruppo musicale italiano di genere rock progressivo, formato a Napoli agli inizi degli anni settanta per iniziativa del gruppo Città Frontale e del fiatista Elio D'Anna. Il gruppo è stato tra le prime band rock italiane a proporre concerti dal vivo con trucco e costumi di scena. Le loro esibizioni erano sostenute anche da coreografie create attraverso la teatralità della tradizione mediterranea con richiami alla commedia dell'arte.

## Storia

### Gli anni settanta
Alla fine del 1970 i componenti della prima formazione del gruppo Città Frontale, già Volti Di Pietra, Lino Vairetti (voce), Danilo Rustici (chitarra solista), Massimo Guarino (batteria) e Lello Brandi (basso) incontrano il talentuoso flautista e sassofonista Elio D'Anna, proveniente dagli Showmen di James Senese. Il gruppo deve rimpiazzare Gianni Leone in procinto di entrare nel Balletto di Bronzo.
Il gruppo comincia subito un'intensa attività concertistica, esordendo nel 1971 al Festival Pop di Caracalla, e successivamente partecipando al Festival di Musica d'Avanguardia e di Nuove Tendenze di Viareggio dove impressionano critica e pubblico per l'impatto della loro dimensione live. Il gruppo, appoggiato dal manager Pino Tuccimei, firma un contratto con la casa discografica Fonit Cetra ed esordisce con l'album L'uomo, che riscuote una buona accoglienza vincendo il "Premio della Critica Discografica Italiana". Il disco è un concept album molto ricercato anche sotto l'aspetto grafico, con una copertina apribile in tre parti a formare un poster a forma di punto esclamativo. I risvolti interni ospitano le note introduttive a cura di due celebri firme, quali Renzo Arbore e Fabrizio Zampa. L'album è valido sotto l'aspetto musicale con influenze di band quali Jethro Tull e Led Zeppelin, con i potenti fraseggi di Rustici e le chiose a metà strada tra il folk e il jazz di D'Anna, ma soffre di qualche calo di tensione nonostante la grintosa performance vocale di Vairetti. I testi sono interessanti nella loro essenzialità. Alcuni brani vengono inseriti nella colonna sonora del film Grazie signore p...
L'anno successivo l'incontro con la musica da film è più diretto. Il maestro Luis Bacalov coinvolge il gruppo nell'esecuzione della colonna sonora composta per il film Milano calibro 9, un film noir diretto da Fernando Di Leo. L'album si intitola Preludio tema variazioni canzona, e si inquadra nel filone delle contaminazioni tra orchestra classica e musica rock, che era stato appena avviato dallo stesso Bacalov con il Concerto Grosso per i New Trolls. L'esperimento non bissa il successo dei New Trolls, anche se le variazioni composte dagli Osanna hanno qualche spunto interessante. Il 1972 resta soprattutto un anno di intensa attività concertistica, nella quale la band propone l'originale aspetto scenico, con le lunghe vesti colorate, i visi dipinti e le coreografie. Il gruppo suona alla Controcanzonissima organizzata da Ciao 2001 al Piper Club, al Festival Pop di Villa Pamphili, e al 2º Festival di Musica d'Avanguardia e di Nuove Tendenze al Foro Italico. Infine un tour italiano li vede protagonisti al fianco dei Genesis, gruppo internazionale con un live-act altrettanto teatrale.
L'intensa attività dal vivo prosegue anche nel 1973. In estate il gruppo organizza a Napoli il raduno chiamato Be-In a cui partecipa il meglio della scena progressive italiana. L'evento si rivela un successo musicale e di pubblico, ma anche un grosso crack economico per le finanze della band.
In quell'anno viene dato alle stampe l'album Palepoli, che è ritenuto uno degli episodi più riusciti del progressive italiano. Il disco è un concept costituito da due lunghe composizioni, che si sviluppano attorno al contrasto fra tradizione e modernità, tra la spinta a innovare a cui si contrappone il recupero della tradizione popolare con un breve intermezzo. La musica infatti è un impasto sonoro di registri musicali antichi e moderni, dall'improvvisazione free jazz, al recupero del folk partenopeo, passando per riff hard rock e partiture di derivazione blues. Palepoli, che vuol dire città antica, viene contrapposta idealmente alla Neapoli moderna, fredda e distaccata chiusa nel suo egoismo metropolitano. Al disco segue un tour teatrale omonimo scritto con Tony Newiller, sulla storia della cultura popolare napoletana, messo in scena dal gruppo con la partecipazione di una compagnia di artisti, mimi e danzatori.
Nel 1974 esce il quarto album Landscape of life. Il gruppo è minato da dissidi interni, acuiti durante la lavorazione del disco. Il disco viene concluso in maniera travagliata con la partecipazione di Corrado Rustici, fratello di Danilo, ex Cervello. Il disco ha una pregevole copertina, opera grafica del batterista Guarino, ma il risultato musicale complessivo non è all'altezza dei precedenti. Dopo la sua pubblicazione il gruppo si scioglie per ricostituirsi nel 1977 senza Elio D'Anna, sostituito dal tastierista Fabrizio D'Angelo, e con Enzo Petrone al basso. Con questa formazione gli Osanna realizzano Suddance che pubblicano nel 1978 per la CBS, disco che nonostante l'apprezzamento della critica non riscuote il successo sperato, per poi sciogliersi definitivamente all'inizio dell'anno successivo.

### Il ritorno
Dopo un lungo oblio, una nuova edizione della band napoletana torna attiva nel 1999 dando vita al ritorno del Neapolis Rock Festival e incidendo il disco Taka Boom nel 2000. L'album contiene vecchi successi riarrangiati con tecnologie digitali e alcuni brani inediti. La nuova versione degli Osanna porta in scena una variante del trucco facciale della prima fase della band.
Ad aprile 2008, con una formazione completamente rinnovata, gli Osanna entrano in studio per un nuovo lavoro discografico. Lino Vairetti, coadiuvato dal figlio Irvin Luca (voci e programmazione tastiere), Fabrizio Fedele (chitarre), Sasà Priore (piano e tastiere), Nello D'Anna (basso) e Gennaro Barba (percussioni) incidono il CD dal titolo Prog Family a nome Osanna/Jackson. Il disco è uno spunto per reincidere i classici del repertorio ma con una nuova lettura, e soprattutto con un nugolo di prestigiosissimi ospiti tra cui, appunto, David Jackson, storico sax dei Van Der Graaf Generator (da qui il titolo del CD).
Tra gli altri ospiti troviamo Gianni Leone (Il Balletto di Bronzo), TM Stevens (Steve Vai, Joe Satriani, etc.), David Cross (ex King Crimson), Solis String Quartet e altri nomi del panorama prog/rock internazionale, a testimonianza dell'enorme stima che lo storico gruppo napoletano tuttora suscita nell'ambiente.
Nel 2012, gli Osanna "rivisitano" il disco Milano calibro 9 in versione live, nell'ambito di due prestigiosi concerti tenuti in Giappone. L'incisione di tali esibizioni costituirà la base del disco dal vivo Rosso Rock, che verrà pubblicato nel settembre del 2012, contenente anche due inediti, tra cui spicca il brano che dà il titolo al disco. Viene anche realizzato un videoclip. L'album viene venduto anche "accoppiato" a un vino omonimo dalla produzione esclusiva.
Nel 2013, viene pubblicato dalla Black Widow Records Tempo, un doppio DVD antologico che ripercorre la loro storia visiva dalle origini del 1971 al giorno d'oggi, attraverso filmati d'archivio, stralci di concerti e reportage. Nel cofanetto, è incluso un libro.
Nel giugno del 2015, gli Osanna pubblicano il loro nuovo disco di inediti, il cui titolo è Palepolitana; l'album presenta come bonus un remake delle tre tracce di Palepoli. Il disco è un concept che racconta la storia di un androide e la sua ipotetica discesa negli inferi del sottosuolo partenopeo, a bordo di una carrozza del metrò.
Nel tardo 2016, gli Osanna si esibiscono come co-headliners nell'ambito di un tour teatrale, assieme alla Nuova Compagnia di Canto Popolare: 50 anni in Buona Compagnia. In contemporanea, viene pubblicato un nuovo disco live intitolato Pape Satàn Aleppe, presentato da un nuovo singolo e da un annesso videoclip: Taka Boom.
Nel 2018 Lino Vairetti è tra i protagonisti del docufilm Vinilici. Perché il vinile ama la musica. Nel documentario Vairetti narra del suo incontro a Genova con Peter Gabriel durante un tour con i Genesis, e della probabile fonte di ispirazione che gli Osanna hanno esercitato su quest'ultimo riguardo al trucco facciale. Il docufilm riprende il frontman degli Osanna in occasione della riedizione del brano 'A Zingara a quaranta anni da Suddance, contenuto nella colonna sonora del film.
Il 16 febbraio 2021, viene lanciato il film Osannaples, documentario interamente dedicato alla band.
Il chitarrista Danilo Rustici muore il 27 febbraio 2021, a 71 anni, per complicanze legate al COVID-19.
Nel novembre 2021, viene pubblicato il libro biografico di Lino Vairetti: L'uomo. Sulle note di un veliero. Vita e arte di Lino Vairetti e degli Osanna. Scritto da Franco Vassia, ed edito dalla Iacobelli.
Il 1º dicembre 2021, viene pubblicato il settimo album della band, Il Diedro Del Mediterraneo, a sei anni di distanza dall'ultimo lavoro, nei formati digitale, vinile e CD. L'edizione in CD viene affiancata da un DVD contenente il documentario Osannaples. Nel disco è presente il brano Tu, dedicato al chitarrista Danilo Rustici, che vede la partecipazione di David Jackson al sax.
Il 12 aprile 2024, gli Osanna riportano in scena l'opera Palepoli al Teatro Trianon Viviani di Napoli.

## Formazione

### Formazione attuale
- Lino Vairetti - voce, armonica a bocca, chitarra acustica, tastiera (1970-1975, 1978-1979, 1999-2003, 2005-presente)
- Gennaro Barba - batteria (1999-2003, 2005-presente)
- Enzo Cascella - basso (2021-presente)
- Irvin Luca Vairetti - sintetizzatore, voce (2005-presente)
- David Jackson - flauto, sassofono (2007-presente)
- Sasà Priore - pianoforte, tastiera (2007-presente)
- Pasquale Capobianco - chitarra elettrica (2011-presente)

### Ex componenti
- Elio D'Anna - flauto, sassofono (1970-1975)
- Lello Brandi - basso (1970-1975)
- Enzo Petrone - basso (1978-1979, 1999-2003)
- Nello D'Anna - basso (2005-2021)
- Fabrizio D'Angelo - pianoforte, tastiera (1978-1979)
- Luca Urciuolo - pianoforte, tastiera (1999-2003)
- Oderigi Lusi - pianoforte, tastiera (2005-2007)
- Danilo Rustici - chitarra elettrica (1970-1975, 1978-1979, 1999-2003)
- Gigi Borgogno - chitarra elettrica (1999-2003)
- Andrea Palazzo - chitarra elettrica (2005-2007)
- Fabrizio Fedele - chitarra elettrica (2007-2011)
- Vito Ranucci - flauto, sassofono (1999-2003)
- Massimo Guarino - batteria (1970-1975, 1978-1979)

## Discografia

### Album in studio
- 1971 - L'uomo (Fonit Cetra)
- 1972 - Preludio tema variazioni canzona (Fonit Cetra)
- 1973 - Palepoli (Fonit Cetra)
- 1974 - Landscape of Life (Fonit Cetra)
- 1978 - Suddance (CBS)
- 2001 - Taka Boom (Afrakà)
- 2015 - Palepolitana (Afrakà/Ma.Ra.Cash records)
- 2021 - Il Diedro del Mediterraneo (Afrakà/Ma.Ra.Cash records)

### Album dal vivo
- 2003 - Live - Uomini e miti (Rai Trade/Afrakà/BTF-VM2000), (CD + DVD dal vivo del trentennale Osanna con ospiti)
- 2009 - Prog Family (Afrakà/BTF-VM2000), (CD / Doppio Vinile firmato Osanna/Jackson)
- 2012 - Rosso Rock (Afrakà/Self)
- 2016 - Pape Satàn Aleppe (Afrakà/Self)

### Raccolte
- 2020 - Piazza Forcella (Ma.Ra.Cash Records)

### Singoli
- 1971 - L'uomo/In un vecchio cieco (Fonit Cetra)
- 1971 - Vado verso una meta/L'amore vincerà di nuovo (Fonit Cetra Promo JBF 615)
- 2008 - L'Uomo/'A Zingara (Afrakà) (con D. Jackson, T.M. Stevens, D. Cross)

## Videografia
- 2013 - Tempo (Afrakà - Black Widow Records)

## Gruppi correlati
- Cervello
- Uno
- Città Frontale
- Nova
- Luna
- Ciak

### Libri
- AA.VV., Enciclopedia del rock italiano, a cura di Gianluca Testani, Arcana Editrice, 2006, ISBN 88-7966-422-0.
- Carmine Aymone, Osanna. Naples in the world, Cardito, Edizioni Afrakà, 2001.
- Paolo Barotto, Il ritorno del pop italiano, Luserna San Giovanni, Stilgraf, 1989.
- Alessandro Gaboli e Giovanni Ottone, Progressive italiano, a cura di Frazz, Firenze-Milano, Giunti, 2007, ISBN 978-88-09-04794-5.
- Cesare Rizzi (a cura di), Enciclopedia del rock italiano, Milano, Arcana, 1993, ISBN 88-7966-022-5.
- Cesare Rizzi, Progressive, Firenze, Giunti Editore, 1999, ISBN 88-09-21787-X.

### Articoli
- Stefano Coderoni, Osanna, in Raro!, n. 9, maggio-giugno 1990,  pp. 10-15.
- Gianluca Livi, Osanna - Facimmo 'O Prog, in Paperlate, n. 54, 2007,  pp. 12-13.
- Gianluca Livi, Osanna & David Jackson (Van Der Graaf Generator) - Live in Rome, Stazione Birra, 26 gennaio 2009, in Musicalnews.com, 30 gennaio 2009. URL consultato il 13 settembre 2019 (archiviato dall'url originale il 31 luglio 2018).